# 정사도법

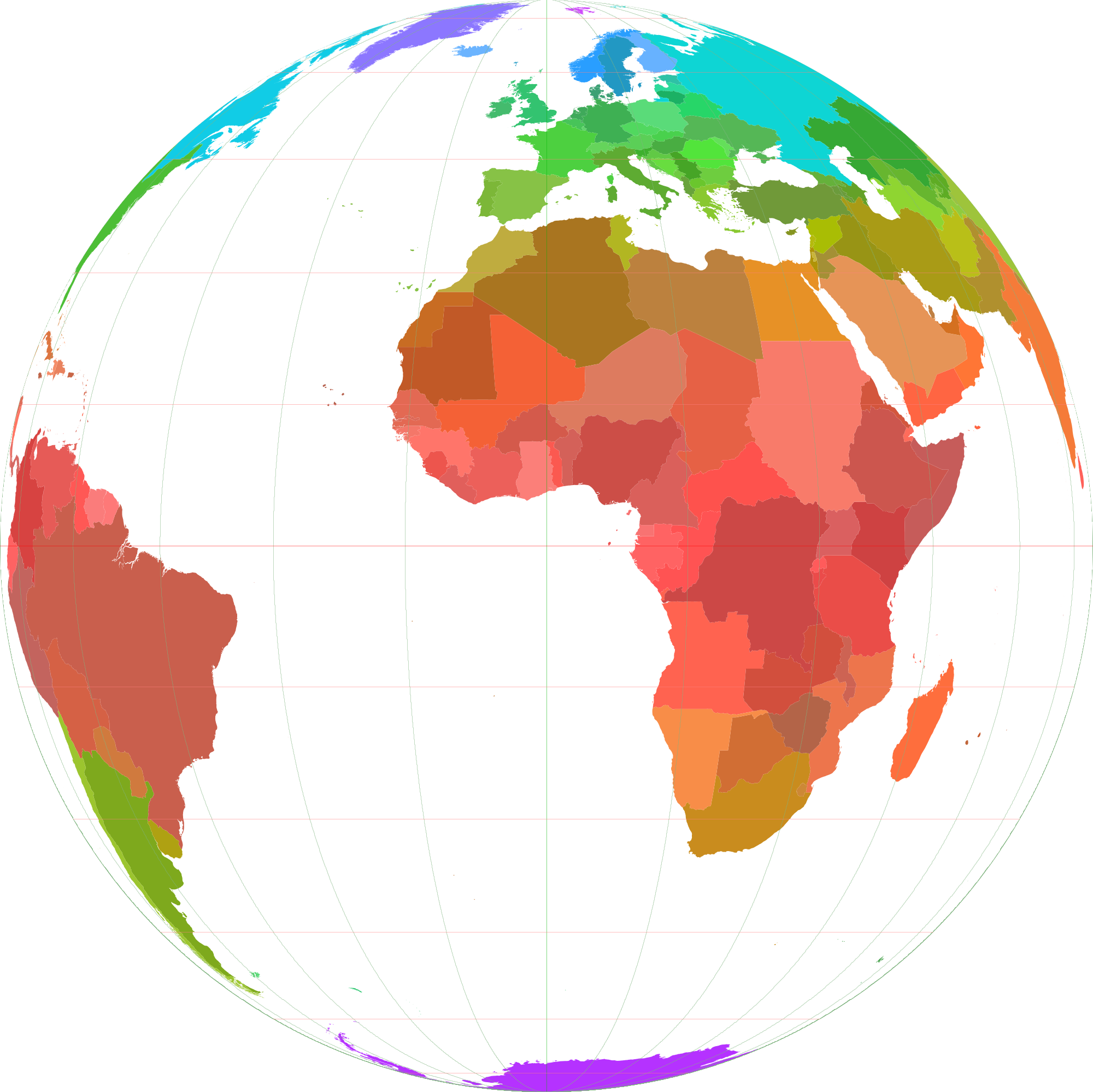

정사도법(正射圖法, orthographic projection)은 지구상의 점을 평면에 수선의 발을 내려 정사영시킨 지도 투영법이다.